# Svarttjärnen (Laxsjö socken, Jämtland, 708605-145150)
Svarttjärnen är en sjö i Krokoms kommun i Jämtland och ingår i Indalsälvens huvudavrinningsområde.